# ماكوندو
ماكوندو هو تيار أدبي في أمريكا اللاتينية ظهر في عقد 1990 كاتجاه أدبي مضاد لمدرسة الواقعية السحرية التي سيطرت على أدب أمريكا اللاتينية منذ 1960م وتعود تسميته بهذا الاسم إلى المدينة الخيالية التي وصفها غابرييل غارسيا ماركيز في روايته مائة عام من العزلة.